# Valentine Moghadam
Valentine M. Moghadam (* 1952 in Teheran) ist eine iranisch-amerikanische Soziologin und Feministin.

## Leben
Moghadam (persisch مقدم) studierte in Kanada und in den USA Soziologie. Anschließend promovierte sie im Jahre 1986 an der American University in Washington, D.C.
Sie war bis Juni 2005 Professorin für Soziologie an der Illinois State University. Die Schwerpunkte ihrer Arbeit waren dort Gender und globale Ökonomie, Frauen und sozialer Wandel in der islamischen Welt.
Valentine Moghadam hat zahlreiche Bücher über den iranischen Feminismus, aber auch über den Feminismus in anderen islamischen Ländern geschrieben.

## Schriften
- Modernizing Women: Gender and Social Change in the Middle East
- Women, Work, and Economic Reform in the Middle East and North Africa
- Gender and National Identity: Women and Politics in Muslim Societies
- Globalizing Women: Transnational Feminist Networks (= Themes in Global Social Change)
- Patriarchy and Development